# Przemysław Dakowicz
Przemyslaw Dakowicz (* 21. září 1977 Nowy Sącz) je polský básník, spisovatel a vysokoškolský pedagog.

## Život
Vyrůstal v městě Nowy Sącz. V roce 2002 vystudoval Filologickou fakultu Lodžské univerzity v Lodži, obor polonistika, poté učil na vysokých školách v Lodži a ve Varšavě (Univerzita kardinála Stefana Wyszyńského). Doktorát z dějin polské literatury 19. a 20. století obhájil na Filologické fakultě Lodžské univerzity v Lodži v roce 2008. Habilitoval v roce 2020. Je odborným asistentem na Ústavu polonistiky Lodžské univerzity v Lodži. Spolupracuje s časopisem Topos.
Několik jeho básní a esejí bylo přeloženo do češtiny (překladatelé: Josef Mlejnek, Libor Martinek) a prezentováno v časopisu Kontexty i v Českém rozhlase 3 - Vltava (pořad Loučka/Ďáblice, rozhlasové setkání Dakowicze s českým autorem Milošem Doležalem).

## Dílo

### Básnické sbírky
- Süßmayr, śmierć i miłość (Lodž 2002) ISBN 83-85680-39-X
- Albo-Albo (Biblioteka „Toposu”, Sopoty 2006) ISBN 83-922647-4-6
- Place zabaw ostatecznych (Biblioteka „Toposu”, Sopoty 2010) ISBN 978-83-61002-21-5
- Teoria wiersza polskiego (Biblioteka „Toposu”, Sopoty 2013)[6] ISBN 978-83-61002-18-5
- Łączka (Arcana, Krakov 2013) ISBN 978-83-60940-31-0
- Boże klauny (Biblioteka „Toposu”, Sopoty 2014) ISBN 978-83-61002-74-1
- Ćwiczenia duchowne. Poematy (Sic!, Varšava 2016)[7] ISBN 978-83-61967-93-4
- Nauka znikania. Wiersze i rozmowy z lat 2006–2018 (Sic!, Varšava 2016)[8] ISBN 978-83-65459-24-4

### Eseje
- Afazja polska (Sic!, Varšava 2015)[9] ISBN 978-83-61967-85-9
- Afazja polska 2 (Sic!, Varšava 2016)[10] ISBN 978-83-65459-02-2
- Kwatera zmartwychwstałej pamięci (Sic!, Varšava 2017)[11] ISBN 978-83-65459-14-5

### Literární kritika
- Helikon i okolice. Notatki o poezji współczesnej (Biblioteka „Toposu”, Sopoty 2008)[12] ISBN 978-83-61002-48-2
- Obcowanie. Manifesty i eseje (Sic!, Varšava 2014)[13] ISBN 978-83-61967-74-3

### Literární věda
- „Lecz ty spomnisz, wnuku”. Recepcja Norwida w latach 1939–1956. Rzecz o ludziach, książkach i historii (Instytut Badań Literackich PAN, Varšava 2011)[14]
- Poeta (bez)religijny. O twórczości Tadeusza Różewicza (Wydawnictwo Uniwersytetu Łódzkiego, Lodž 2015)[15]
- Lustra tradycji. Studia i szkice interpretacyjne (Wydawnictwo Uniwersytetu Łódzkiego, Lodž 2018)[16]

## Ocenění
Za své dílo byl několikrát oceněn:
- Orfeusz – Cena K. I. Galczynského – za básnickou sbírku Teoria wiersza polskiego (2014)[17]
- Literární cena kněží Jana Twardowského – za básnickou sbírku Łączka (Loučka) (2014)
- Literární cena Franciszka Karpinského – za básnické sbírky Teoria wiersza polskiego, Łączka, Boże klauny (2014)
- Literární cena Dedalova křídla (cena Národní knihovny Polské republiky) (2015)[18]
- Literární cena Czterech Kolumn – za knihu Obcowanie. Manifesty i eseje (2016)
- Cena Jacka Maziarského (2016)
- Cena Nadací kněží Janusza St. Pasierba (2017)